# أبو الأشعث الصنعاني
أبو الأشعث الصنعاني تابعي من رواة الحديث النبوي، وهو أبو الأشعث شراحيل بن شرحبيل الصنعاني ذكره أبو إسحاق الشيرازي في طبقات الفقهاء ضمن فقهاء التابعين باليمن، نزل دمشق ومات بها.
كنيته أبو الأشعث، ويقال له الصنعاني نسبة إلى صنعاء الشام، وكانت قرية قرب دمشق، ثم أصبحت أرضا فيها بساتين غربي دمشق بينها وبين الربوة، وقيل: نسبته إلى صنعاء اليمن، ويحتمل أنه كان من صنعاء اليمن، ثم لما قدم الشام سكن صنعاء دمشق.
قال المفضل بن غسان الغلابي عن يحيى بن معين: أبو الأشعث الصنعاني من الأنباء سكن دمشق، وقال أحمد بن عبد الله العجلي: شامي تابعي ثقة، وذكره خليفة بن خياط وأبو الحسن بن سميع في الطبقة الأولى من أهل الشام، وذكره محمد بن سعد في الطبقة الثانية من أهل اليمن، قال: وكان ينزل دمشق روى عنه الشاميون. شهد أبو الأشعث فتح دمشق، ذكره ابن حبان في كتاب الثقات. نزل دمشق ومات بها، قال ابن سعد: توفي زمن معاوية بن أبي سفيان، روى له البخاري في الأدب، والباقون.

## اسمه
اسمه شراحيل بن آدة، وقيل: شراحيل بن شرحبيل، وقيل: شرحبيل بن كليب بن آدة، وقيل: شرحبيل. قال المزي في تهذيب الكمال: شراحيل بن آدة أَبُو الأشعث الصنعاني، قاله يحيى بن معين وغيره.
وقال محمد بن سعد: اسمه شراحيل بن شرحبيل بن كليب بن ادة، ويقال: شراحيل بن كليب بن ادة، ويقال: شراحيل بن شراحيل، ويقال: شرحبيل بن شرحبيل، والأول أشهر.

## روايته
روى عن عبادة بن الصامت وأبي هريرة وأوس بن أوس الثقفي وشداد بن أوس وعبد الله بن عمر وأبي ثعلبة الخشني وأبي جندلة بن سهيل وثوبان مولى رسول الله وأبي عثمان شراحيل بن مرثد الصنعاني.
روى عنه أبو قلابة عبد الله بن زيد الجرمي ويحيى بن الحارث الذماري وراشد بن داود الصنعاني ويزيد بن عبيد وأبو كامل يزيد بن ربيعة الصنعاني وحسان بن عطية محمد بن يزيد الرحبي والعلاء بن الحارث وعبد الرحمن بن يزيد بن جابر والوليد بن سلمان بن السائب وصالح بن حبلة والوضين بن عطاء وعبد القدوس بن حبيب.

## وصلات خارجية
- تاريخ دمشق لابن عساكر ج22 ص438.
- سير أعلام النبلاء